# Gódávarí
Gódávarí nebo také Godi (maráthsky गोदावरी नदी, hindsky गोदावरी नदी [Gódávarí nadí], telugsky గోదావరి [Gódávari], anglicky Godavari River) je řeka v Indii na Indickém poloostrově (státy Maháráštra, Telangána, Ándhrapradéš). Je 1450 km dlouhá. Povodí má rozlohu přibližně 290 000 km².

## Průběh toku
Pramení na východních svazích Západního Ghátu. Teče přes Dekanskou vysočinu v hluboké dolině. Na horním toku a před vstupem do pobřežní roviny vytváří četné peřeje. Při ústí do Bengálského zálivu vytváří výraznou deltu.

## Vodní stav
Zvýšenou vodnost má v létě, kdy průtoky vody mohou dosahovat 40 000 m³/s až 60 000 m³/s.

## Využití
Voda je využívána na zavlažování a to převážně na dolním toku. Na řece byly také vybudovány přehradní nádrže a vodní elektrárny. Vodní doprava je možná v deltě a na středním toku. Hlavní rameno delty Gautami-Godavari umožňuje proplutí i pro velké lodě. Na řece leží město Rádžamandri.